# Дятлов, Василий Петрович
Василий Петрович Дятлов (28 августа 1969) — белорусский футболист, защитник. Выступал за сборную Беларуси.

## Биография

### Клубная карьера
Профессиональная карьера игрока началась в 1986 году в клубе третьей по силе советской лиги «Витязь» (Витебск). В 1989 году выступал за клуб «Обувщик», с которым стал чемпионом БССР. В 1990 вернулся в витебский клуб, известный на тот момент как КИМ. После распада СССР продолжил выступать за команду в высшей лиге Беларуси, где провёл неполных 4 сезона и отыграл 52 матча. В 1995 выступал за команды «Бобруйск» и МПКЦ (Мозырь). В 1996 вновь вернулся в Витебск и выступал за местную команду до 2001 года, а также в 2003—2005 годах. В 2002 и начале 2003 был игроком гродненского «Немана». Завершил карьеру в 2006 году, последним клубом футболиста стала «Орша», выступавшая в третьей лиге.
Всего за карьеру сыграл 264 матча и забил 6 голов в высшей лиге Беларуси.

### Карьера в сборной
В 1996 году отыграл два полных матча за сборную Беларуси в товарищеских играх с Литвой и ОАЭ.

## Достижения
«Локомотив» Витебск
- Победитель Первой лиги Беларуси: 2003
- Обладатель Кубка Беларуси: 1997/1998